# Vivendi Cup 2010

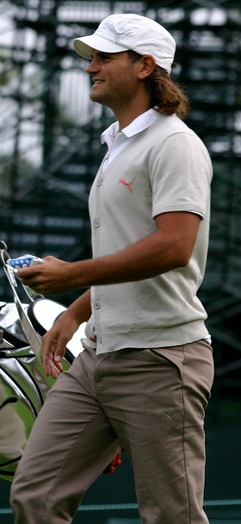
Johan Edfors werd 2de en scoorde met -11 het toernooirecord

De Vivendi Cup van 2010 werd van 23-26 september gespeeld op de Marly Course en Retz Course van de Golf de Joyenval bij Parijs.

## Verslag

### Ronde 1
David Dixon maakte op de Marly-baan -9 en was de clubhouse leader totdat John Parry hem inhaalde. Na twaalf holes stond Parry al op -10. Hij werd echter ingehaald door Johan Edfors, die 10 birdies, een eagle en een bogey maakte en dus met -11 binnenkwam. De drie Nederlanders speelden op de Retz-baan, Robert-Jan Derksen maakte -6, Joost Luiten -3 en Maarten Lafeber -1.

### Ronde 2
Bij de tweede ronde kwamen niet veel lage scores binnen, de beste ronde was van Italiaan Marco Soffietti, Edfors speelde +5 over de eerste negen holes en was dus al snel de leiding kwijt. John Parry en Jarmo Sandelin delen de leiding op -13. Beste Fransman is Julien Guerrier, die in 2006 het Brits Amateur won. Joost Luiten begon met twee bogeys maar maakte ook twee eagles en eindigde met een ronde van -6, waardoor hij bijna zeventig plaatsen steeg.
Peter Whiteford en amateur James Devane wonnen de Pro-Am met een score van -21. George Coetzee en amateur Alexander Levy eindigden op de 2de plaats met -20.

### Ronde 3
Van de 120 professionals hebben 74 zich voor de laatste rondes gekwalificeerd die nu allemaal op de Marly-baan spelen. Derksen deelde na 14 holes de leiding met Johan Edfors John Parry en Jarmo Sandelin. Derksen moest nog vier holes spelen, de anderen meer. Parry en Sandelin speelden samen in de laatste flight en stonden na 14 holes gelijk op -15, Derksen was al binnen met -13. Edfors maakte weer een mooie ronde en kwam op de derde plaats samen met Mark Haastrup, die -6 maakte. Sandelin eindigde met twee bogeys dus Parry kreeg de leiding.

### Ronde 4
Lafeber en Luiten speelden vroeg en hebben -2 en -3 gemaakt, wat hun positie verbeterd heeft. Derksen speelde in de voorlaatste partij. Hij scoorde 34 over de eerste negen holes, net als Sandelin en Delamontagne. Haastrup en Edfors scoorden 35, dus al deze spelers stonden hierna gelijk op -15. John Parry maakte 34 en behield twee slagen voorsprong. 
Er wordt altijd gezegd dat een toernooi op de laatste negen holes gewonnen wordt, en dat is zeker deze week het geval. Sandelin viel al snel af nadat hij een bogey en dubbelbogey maakte. Parry, Delamontagne en Edfors stonden na hole 13 op resp. -18, -16 en -16, Derksen en Haastrup nog op -15. Parry hield zijn -18 lang vast maar maakte een bogey op hole 17. Edfors hield zijn -16 net zo lang vast maar maakte ook een bogey op hole 17. Op hole 18 maakten beiden een par, dus John Parry won de Cup. 
Vijf spelers deelden op -14 de derde plaats: Delamontagne, Derksen, Haastrup, Kjeldsen en Sandelin.
- Live leaderboard

### Professionalscores

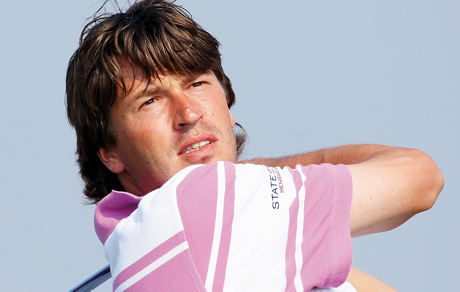
Derksen werd gedeeld 3de

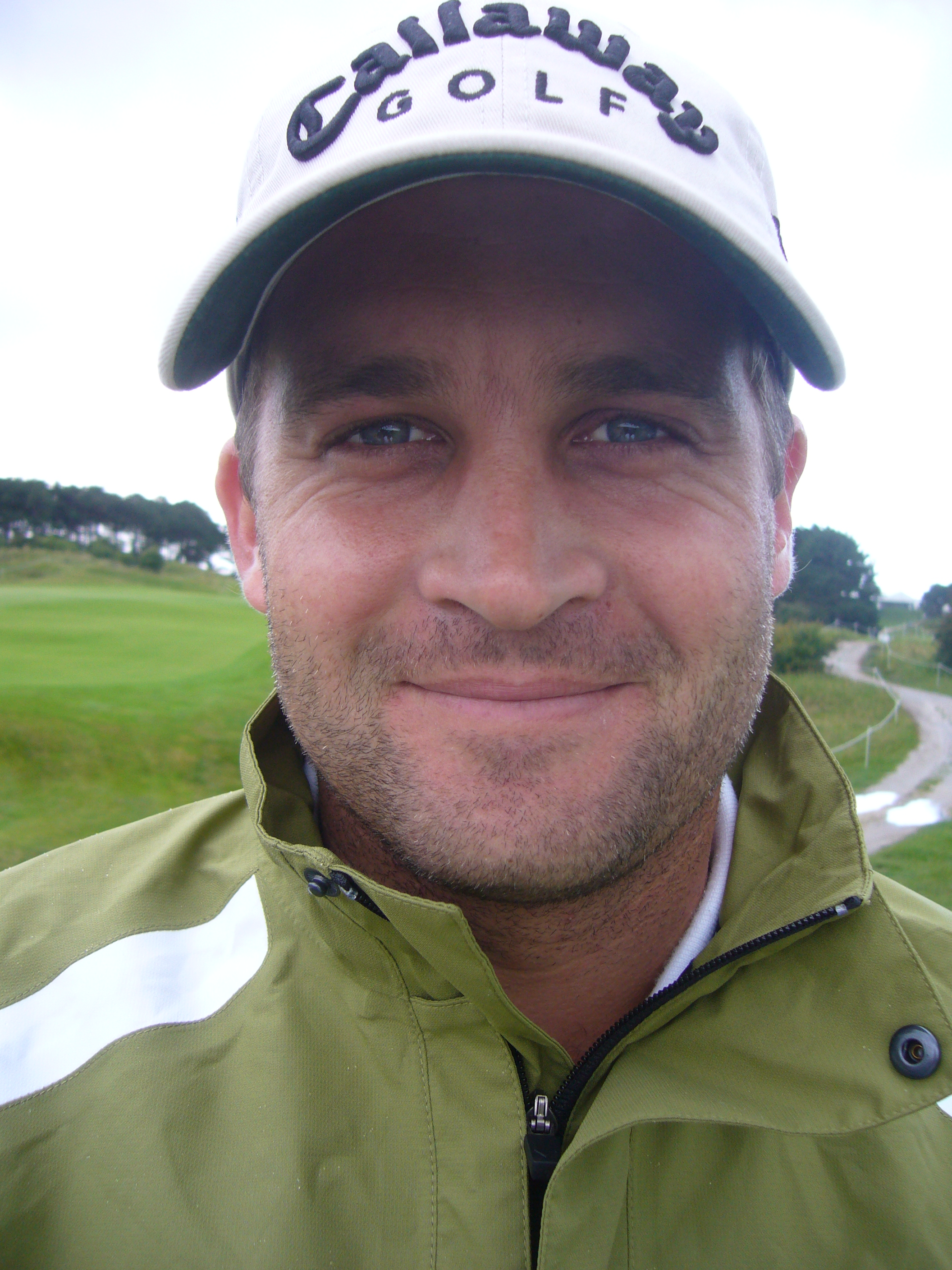
Delamontagne werd ook gedeeld 3de
beste Franse speler

| Eindstand | Naam                  | R1  | Nr  | R2  | Score | Nr  | R3  | Score | Nr  | R4  | Totaal |
| --------- | --------------------- | --- | --- | --- | ----- | --- | --- | ----- | --- | --- | ------ |
| 1         | John Parry            | -8  | T3  | -5  | -13   | T1  | -2  | -15   | 1   | -2  | -17    |
| 2         | Johan Edfors          | -11 | 1   | +2  | -9    | T7  | -5  | -14   | T2  | -1  | -15    |
| T3        | François Delamontagne | -6  | T12 | -3  | -9    | T7  | -4  | -13   | T4  | -1  | -14    |
| T3        | Mark F Haastrup       | -6  | T   | -2  | -8    | T14 | -6  | -14   | T2  | par | -14    |
| T3        | Robert-Jan Derksen    | -6  | T12 | -3  | -9    | T7  | -4  | -13   | T4  | -1  | -14    |
| T3        | Jarmo Sandelin        | -7  | T5  | -6  | -13   | T1  | par | -13   | T4  | -1  | -14    |
| T3        | Søren Kjeldsen        | -7  | T5  | -2  | -9    | T7  | -3  | -12   | T8  | -2  | -14    |
| T8        | Richard Green         | -4  | T32 | -6  | -10   | T3  | -3  | -13   | T4  | par | -13    |
| T8        | James Morrison        | -6  | T12 | -4  | -10   | T3  | +1  | -9    | T16 | -4  | -13    |
| 12        | Julien Guerrier       | -7  | T5  | -3  | -10   | T3  | par | -10   | T12 | -2  | -12    |
| T13       | George Coetzee        | -4  | T32 | -6  | -10   | T3  | -1  | -11   | 11  | par | -11    |
| T13       | Jean François Remesy  | -8  | T3  | par | -8    | T14 | -2  | -10   | T12 | -1  | -11    |
| T15       | Chris Gane            | -7  | T5  | -1  | -8    | T14 | -1  | -9    | T16 | -1  | -10    |
| T15       | Pelle Edberg          | -7  | T5  | -2  | -9    | T7  | -1  | -10   | T12 | par | -10    |
| T19       | Thomas Levet          | -4  | T32 | par | -4    | T45 | -5  | -9    | T16 | par | -9     |
| T19       | Kenneth Ferrie        | -7  | T5  | par | -7    | T23 | -5  | -12   | T8  | +3  | -9     |
| T30       | Joost Luiten          | -3  | T75 | -5  | -8    | T14 | +4  | -4    | T46 | -3  | -7     |
| T30       | Andrew McArthur       | -6  | T12 | -3  | -9    | T7  | -1  | -10   | T12 | +3  | -7     |
| T30       | Peter Whiteford       | -5  | T16 | -2  | -7    | T23 | +3  | -4    | T46 | -3  | -7     |
| T35       | Maarten Lafeber       | -1  | T77 | -1  | -2    | T58 | -2  | -4    | T49 | -2  | -6     |
| T40       | David Dixon           | -9  | 2   | +1  | -8    | T14 | -1  | -9    | T16 | +4  | -5     |
| T65       | Todd Hamilton         | -7  | T5  | par | -7    | T23 | +3  | -4    | T46 | +3  | -1     |

### Teamscores

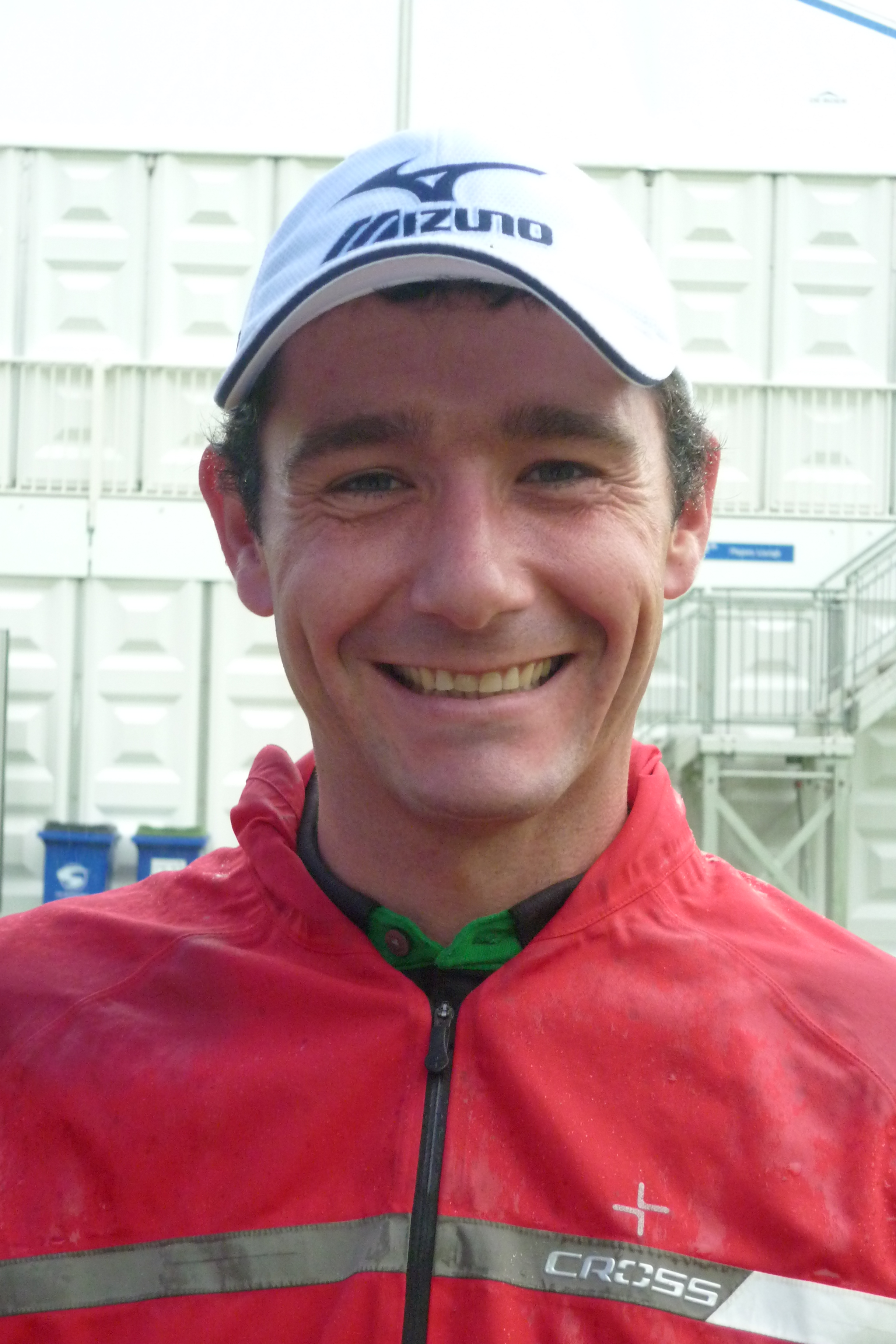
Whiteford

| Eindstand | Naam professional  | Naam amateur       | Resultaat |
| --------- | ------------------ | ------------------ | --------- |
| 1         | Peter Whiteford    | James Devane       | -21       |
| 2         | George Coetzee     | Alexander Levy     | -20       |
| T6        | Robert-Jan Derksen | Pieter van Doorne  | -17       |
| T21       | Joost Luiten       | Michiel van Doorne | -15       |
| T77       | Maarten Lafeber    | Erik Lafeber       | -8        |

## Spelers
Peter Hanson heeft zich een dag voor het toernooi teruggetrokken wegens griep en koorts, hij wil niet riskeren dat hij volgende week niet beter is als hij de Ryder Cup mag spelen. Hij is ingedeeld om daar vrijdag te spelen.

Er spelen maar elf dames-amateurs mee.
| - Phillip Archer met Michel Bojic - Peter Baker met Charles De la Poeze - Benn Barham met Olivier Touillez (CANAL+) - Sion E. Bebb met Corentin Levenes - Thomas Bjørn met Dieter Kasprzak - Liam Bond met David Rousseau - Grégory Bourdy met Martine Bourdy - Gary Boyd met Arnaud Durand - Mark Brown met Virginie Michel-Paulsen - François Calmels met Jean-Francois Sfarti - Clodomiro Carranza met Michel Duplessier - Christian Cévaër met Gilbert Mainguy - Gary Clark met Amelie De Chassey - Luis Claverie met Philippe Carle - George Coetzee met Alexander Levy - Andrew Coltart met Thomas O'Driscoll - Robert Coles met Grant Beglan - François Delamontagne met Marc Harari - Robert-Jan Derksen met Pieter van Doorne - David Dixon met Robert Benaim - Nick Dougherty met Graham Otway - Scott Drummond met Pierre Kubel - Rafa Echenique met Hervé Poeydomenge - Pelle Edberg met Gary Walton - Jamie Elson met Laurent Halimi - Martin Erlandsson met Thierry Vallet - Niclas Fasth met Florence Dinin - Gonzalo Fdez-Castaño met Borja Queipo De Llano - Kenneth Ferrie met Jerome Teman - Oliver Fisher met Loic Mouquet - Alastair Forsyth met Leo Lespinasse - Chris Gane met Cédric Dalais - Ignacio Garrido met Marc Guyon - Adam Gee met Eric Pictet - Jean-Baptiste Gonnet met Manus Konow - Tano Goya met Thomas Herzog - Richard Green met Kevin Turlan K. - Stephan Gross Jr. met Fabrice Mestrejean - Julien Guerrier met Lionel Weber - Mark F Haastrup met Alexandre Real - Todd Hamilton met Marc Nafilyan - Søren Hansen met Jarle Olsen | - Pádraig Harrington met zijn broer Fergal Harrington - Grégory Havret met François Aireaudeau - Benjamin Hebert met Nicolas Saltiel - David Howell met Yves Goldfarb - Jeppe Huldahl met Jacques Durand (Najeti hotels) - Sam Hutsby met Kenny Subregis - Raphaël Jacquelin met Guy Forget - Steven Jeppesen met Olivier Masse - Eirik Tage Johansen met Mervin Rocchi - James Kamte met Yan Le Provot - Søren Kjeldsen met Stephane Roy - Rick Kulacz met Nicolas Brumelot - Maarten Lafeber met Erik Lafeber - José Manuel Lara met Edouard Carle - Pablo Larrazábal met Benoit Lucas - Peter Lawrie met Bernard Hudson - Thomas Levet met Pascal Grizot - José-Filipe Lima met Jerome Martin - Sam Little met Patrick Anghert - Michaël Lorenzo-Vera met Sylvain Rabetsoarana - Gary Lockerbie met Thierry Benaim - Jean-François Lucquin met Patrick Danon - Joost Luiten met Michiel van Doorne - Mikael Lundberg met Mike Norris - Callum Macaulay met Jérôme Lando Cazanova - Andrea Maestroni met Cyril Doucet - Andrew Marshall met Gary Stal (Fr. amateur) - Andrew McArthur met Lopez-Lazarro - Richard McEvoy met Sophie Cesari - Paul McGinley met Dermot Desmond - Jamie McLeary met Jean-Louis Chanas - James Morrison met Kevin Thompson - Gary Murphy met Marc Amelot - Åke Nilsson met Ludovic Henry - Christian Nilsson met Maxence Verspieren - Henrik Nyström met Pierre Guieu P. - Steven O'Hara met Marco Simone - Fredrik Ohlsson met Clement Sordet - John Parry met Frederique Mallet - Damien Perrier met Mikael Hjelte - Phillip Price met Christophe Perier - Julien Quesne met Philippe Bucheton | - Manuel Quiros met Jean Pierre Cachan - Robert Rock met John Clark - Carlos Rodiles met Christophe Nezeys - Marco Ruiz met Muriel Fontugne - James Ruth met Francois Hisquin - Jarmo Sandelin met Emile Borg - Patrik Sjöland met Christophe Chaplain - Marco Soffietti met ? - Scott Strange met Francois Roux - Carl Suneson met Olivier Dassault - Andrew Tampion met Francis Salagoity - Simon Thornton met Ariane Ter Sarkissof - Miles Tunnicliff met Romain Wattel - Daniel Vancsik met Patrick Caillaud - David Vanegas met Grégoire Kaufman - Mads Vibe-Hastrup met zijn broer Lucas - Paul Waring met Christophe Luneau - Marc Warren met Marie-Benedicte Hisquin - Steve Webster met Simon Jones - Peter Whiteford met James Devane - Martin Wiegele met Gabriel Camacho - Chris Wood met zijn vader Richard Wood Nationale Order of Merit - Adrien Bernadet met Pascale Bucheton - Jean-Nicolas Billot met Manuel De Los Santos - Christophe Brazillier met Charles-Henri Quelin - Fabien Marty met Alain Nafilyan - Victor Riu met Patrick Gentemann - Ghislain Rosier met Nicolas Bauer - Charles-Edouard Russo met André Gregeon - Anthony Snobeck met Pierre Tricoire Sponsors Uitnodiging - Victor Dubuisson met Eric Drossart - Johan Edfors met Farbod Dowlatshahi - Jean François Remesy met Jacky Casanova - Rudy Thuillier met Jean Philippe Rugerri - Benoit Teilleria met Jean-Pierre Decaux - Matthieu Van Hauwe met Anne-Marie De Chalambert |

## Amateurs
Thomas Levet speelt met Pascal Grizot, voorzitter van het comité van de Franse PGA die de Ryder Cup in 2018 naar Frankrijk wil halen, net als The Dutch.
Robert-Jan Derksen speelt met Pieter van Doorne. Samen spelen ze al jaren de Alfred Dunhill Links Championship. Joost Luiten speelt met zijn broer, Michiel van Doorne. Maarten Lafeber speelt met zijn vader Erik Lafeber.